# Lutz Jakab
Lutz Jakab (Erdősmecske, 1956. december 28. –) labdarúgó, középpályás.

## Pályafutása

### Játékosként
Pécsváradon kezdett futballozni. 1971-ben lett a Pécsi Sportiskola játékosa. 1974-től szerepelt a PMSC tartalékcsapatában. 1975 és 1989 között a Pécsi MSC NB I-es labdarúgócsapatában 275 NB I-es mérkőzésen lépett pályára, amelyen 25 gólt szerzett.
1992-ben térdsérülés miatt befejezte az aktív labdarúgást.
A magyarkupa-döntőjében kétszer is játszott a PMSC színeiben, és mindkétszer vesztesen hagyták el a pályát: 1978-ban a Népstadionban a Ferencváros 0-2-ről fordítva nyert 4-2-re ellenük, míg 1987-ben Székesfehérváron az Újpesti Dózsa győzte le őket 3-2-re úgy, hogy ő lett a meccs legjobbja.

### Edzőként
Kizárólag csak Baranyában vállalt edzői munkát, dolgozott Sombereken, a PMFC utánpótlásában, Pécsváradon, majd végül Lánycsókon hagyta abba.